# 1179 (szám)
Az 1179 (római számmal: MCLXXIX) az 1178 és 1180 között található természetes szám.

## A szám a matematikában
A tízes számrendszerbeli 1179-es a kettes számrendszerben 10010011011, a nyolcas számrendszerben 2233, a tizenhatos számrendszerben 49B alakban írható fel.
Az 1179 páratlan szám, összetett szám. Kanonikus alakja 32 · 1311, normálalakban az 1,179 · 103 szorzattal írható fel. Hat osztója van a természetes számok halmazán, ezek növekvő sorrendben: 1, 3, 9, 131, 393 és 1179.
Az 1179 tizenkilenc szám valódiosztó-összegeként áll elő, ezek közül legkisebb a 8197.

## Csillagászat
- 1179 Mally kisbolygó